# François-Marie Raoult
François-Marie Raoult (10. května 1830 Fournes-en-Weppes, Francie – 1. dubna 1901 Grenoble, Francie) byl francouzský chemik. Zabýval se především fyzikální chemií, konkrétně teorií roztoků. Odvodil zákon, který popisuje tlakové poměry ve vícesložkových soustavách.

## Ocenění
- Prix International de Chimie Lacaze (1889)
- Davyho medaile (1892)
- Prix de l'Institut (1895)
- Řád čestné legie (1900)